# Черчивенто
Черчивенто (итал. Cercivento) —  коммуна в Италии, располагается в регионе Фриули-Венеция-Джулия, в провинции Удине.
Население составляет 737 человек (2008 г.), плотность населения составляет 51 чел./км². Занимает площадь 15 км². Почтовый индекс — 33020. Телефонный код — 0433.
Покровителем коммуны почитается святитель Мартин Турский, празднование 11 ноября.

## Демография
Динамика населения:

## Администрация коммуны
- Официальный сайт: http://www.comune.cercivento.ud.it/